# 1015 Christa
1015 Christa è un asteroide della fascia principale del diametro medio di circa 96,94 km. Scoperto nel 1924, presenta un'orbita caratterizzata da un semiasse maggiore pari a 3,2069656 UA e da un'eccentricità di 0,0817529, inclinata di 9,46071° rispetto all'eclittica.
L'origine del suo nome è sconosciuta.